# 2004년 11월
| 2004년: 1월 · 2월 · 3월 · 4월 · 5월 · 6월 · 7월 · 8월 · 9월 · 10월 · 11월 · 12월 |

| <          | 2004년 11월 | 2004년 11월 | 2004년 11월 | 2004년 11월 | 2004년 11월  | >          |
| 일         | 월          | 화          | 수          | 목          | 금           | 토         |
|            | 1 9.19 갑신 | 2 20 을유   | 3 21 병술   | 4 22 정해   | 5 23 무자    | 6 24 기축  |
| 7 25 경인  | 8 26 신묘   | 9 27 임진   | 10 28 계사  | 11 29 갑오  | 12 10.1 을미 | 13 2 병신  |
| 14 3 정유  | 15 4 무술   | 16 5 기해   | 17 6 경자   | 18 7 신축   | 19 8 임인    | 20 9 계묘  |
| 21 10 갑진 | 22 11 을사  | 23 12 병오  | 24 13 정미  | 25 14 무신  | 26 15 기유   | 27 16 경술 |
| 28 17 신해 | 29 18 임자  | 30 19 계축  |             |             |              |            |

| 편집하기 |

## 2004년11월 29일
- 부산고등법원은 경상남도 양산시에 위치한 천성산의 경부고속철도 터널 공사 착공금지 가처분 신청사건에 대해 각하 및 기각 결정을 내리다.

## 2004년11월 17일
- 2005학년도 대학수학능력시험이 치러지다. 그와 동시에 대규모 수능 부정행위가 발생하였다.

## 2004년11월 2일
- 2004년 미국 대통령 선거: 공화당 소속 조지 W. 부시 대통령이 재선되다.